# Picot de Knysna
El picot de Knysna (Campethera notata) és una espècie d'ocell de la família dels pícids (Picidae) que habita selva i boscos de Sud-àfrica al sud del Natal i sud i est de la província del Cap. Tot i que no és molt abundant i que ha patit per desforetació del seu hàbitat, no es considera en perill d'extinció.